# El violonchelista de Sarajevo
El violonchelista de Sarajevo (en inglés The Cellist of Sarajevo) es la tercera novela del escritor canadiense Steven Galloway. Publicada en 2008, fue muy aplaudida por la crítica, con comentarios como los del The Guardian (Un trabajo de expertos) y autores como J. M. Coetzee (Una historia apasionante) o Khaled Hosseini (Una novela que trasciende el tiempo y el espacio).
El violonchelista del título es un personaje basado en Vedran Smailović, un miembro de la Orquesta Filarmónica de Sarajevo.

## Argumento

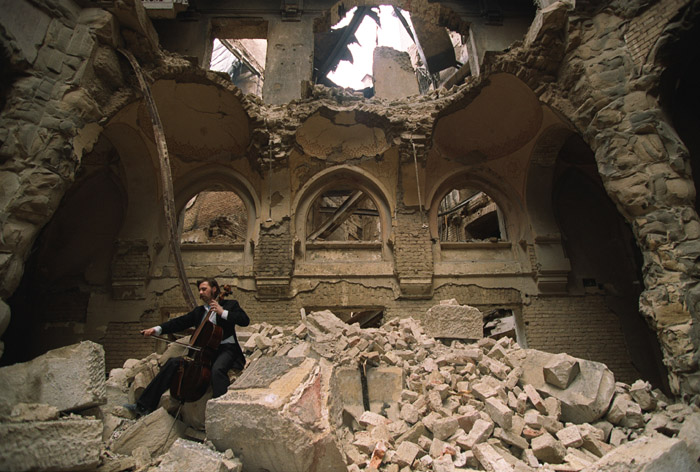
Fotografía del violonchelista Vedran Smailović, que a menudo tocaba gratis en diferentes funerales en el sitio a pesar de que solían ser blanco específico de las fuerzas serbias. Fue tomada durante la guerra de 1992 en Sarajevo en la Biblioteca Nacional, parcialmente destruida. Foto de Mikhail Evstafiev.

Sarajevo, 1992. En medio de la Guerra de los francotiradores en la capital bosnia y el asedio de los serbobosnios a la ciudad olímpica, tres personajes tratan de continuar con su vida de la forma más parecida a la normal. Kenan tiene como objetivo fundamental conseguir agua y comida en la ciudad sitiada para compartirla con los vecinos de su bloque. Dragan rememora su vida mientras sortea a la muerte en cada esquina en la búsqueda de víveres mientras piensa en su mujer e hijo, huidos poco antes del comienzo de la guerra. El tercer personaje es Flecha, nombre de guerra de una francotiradora cuya misión fundamental es proteger al violonchelista que durante 22 tardes tocará el adagio de Albinoni en memoria de los 22 muertos por la bala de mortero dirigida contra una fila de personas que esperaban para conseguir pan.